# Ереванский государственный университет
Ереванский государственный университет (арм. Երևանի պետական համալսարան) — высшее учебное заведение в Ереване. Самый старый из университетов Армении. ЕГУ был основан в 1919 году. На сегодняшний день он является самым большим и престижным вузом страны. Университет также известен под неофициальным названием «материнский вуз» (Մայր բուհ, Mayr buh).
В университете работают 3,150 сотрудников, из них 1190 — преподавательский состав, который включает в себя 25 академиков, 130 профессоров, 700 доцентов и 360 ассистентов профессора. В университете 400 работников исследовательского центра, 1350 аспирантов, 8500 студентов, 300 из них — иностранцы.
Обучение проходит на армянском языке, в случае необходимости иностранным студентам предоставляется помощь на русском или английском языках. Академический год длится с 1 сентября по 30 июня.
В 2010 году ЕГУ занял первое место в рейтинге университетов Армении и 954 из 20,000 в мировом рейтинга по версии University Ranking by Academic Performance.

## История

### Предыстория
До вхождения в состав России, практически вся система образования армянского населения Восточной Армении находилась в руках Армянской церкви. Первые учебные и просветительские заведения, основанные армянами, начали открываться на территории России в самом начале XIX века. Первым подобным учебным заведением стала школа имени Агабабова в городе Астрахань, основанная в 1810 году. В 1811 году была открыта школа в Нор Нахичеване, а в 1815 году в Москве открыто Армянское Лазаревых училище (Московский армянский гг. Лазаревых институт). В 1824 году, в Тифлисе, по инициативе главы Грузинской епархии Армянской Церкви Нерсеса V, было основано главное учебное заведение армян Закавказья — Академия Нерсисяна. Наряду с открытием светских учебных заведений, продолжали основываться и новые Церковные школы, число которых к 1936 году составило 21. В 1850 году Армянской Церковью в Закавказье были открыты первые трехлетние начальные школы с обучением на армянском языке. К 1885 году их насчитывалось 270.
Основной сложностью, связанной с образованием армян, являлось противоборство строгой церковной и «современной» на тот период времени систем. Первую отстаивали церковные деятели, вторую, соответственно, — молодое поколение армянских просветителей (Хачатур Абовян, отец и сын Габриэль и Рафаэль Патканяны, Микаэл Налбандян и многие другие), целью которых было дать возможность знакомиться не только с церковной, но и светской литературой, доступной в то время далеко не каждому. Тем не менее, многие армянские студенты, после окончания церковной школы, продолжали своё образование в крупнейших университетах Европы и России.

### Основание университета
До образования Первой Республики Армения, армяне, после получения среднего образования, поступали  в университеты на остальной территории России и Европы. Вопрос об открытии высшего учебного заведения в Армении стал безотлагательным после закрытия частного вуза в Грузии, в котором получали образование многочисленные студенты из Армении. 16 мая 1919 года Совет министров Первой Республики Армения, при активном участии политика Сиракана Тиграняна, принял решение основать в Ереване университет с 4 факультетами: историко-лингвистическим, экономико-юридическим и медицинским факультетами, а также физико-математическим факультетом с техническими подразделениями. Профессор Юрий Гамбарян был назначен первым ректором университета (1919-20).Университет открылся 31 января 1920 года — временно в здании Александропольской торговой школы, так как в Ереване отсутствовали необходимые условия. С нового учебного года, осенью 1920 года, университет был перемещен в здание Ереванской педагогической семинарии и назван Ереванским народным университетом, а с 1922 года — государственным университетом.
Для чтения лекций Юрий Гамбарян пригласил из разных стран известных армянских ученых, в том числе Акопа Манандяна, Манука Абегяна и Степана Малхасянца. В 1920-е годы университет состоял из 5 факультетов. Здание университета располагалось в Ереване на улице Астафьяна (ныне — Абовяна).
В первый учебный год в университете действовал один — историко-языковедческий факультет, обучались 262 студента и работали 32 преподавателя. Первым ректором университета был Юрий Гамбарян. С первого же года основания в университет для преподавательской работы были приглашены такие именитые преподаватели, окончившие зарубежные вузы и имеющие опыт работы, как Акоп Манандян, Манук Абегян, Степан Малхасянц и др.

### Советский период
После установления в Армении советской власти 17 декабря, первым наркомпросом Армянской ССР возглавляемым Ашотом Оганесяном, был издан приказ «О реорганизации университета Еревана», согласно которому университет Армении был переименован в Ереванский народный университет. Ректором вновь открытого народного университета был избран арменист, профессор Акоп Манандян.
В 1920-е годы университет действовал на первом этаже двухэтажного туфового чёрного здания учебной семинарии на улице Астафяна. В народном университете имелось 2 факультета: обществоведения и естествоведения. Но уже с октября 1921 году в университете действовали 5 факультетов: обществоведения, востоковедения, технический, педагогический и советского строительства. Впоследствии факультет обществоведения был переформирован в сельскохозяйственный, а в марте 1922 года был открыт также и медицинский факультет. Согласно решению правительства от 20 октября 1923 года, народный университет был переименован в государственный университет. Статус и ответственность главного университета страны возросли, но вместе с тем были усложнены предъявляемые требования. Руководство университета после тщательного отбора пригласило ученых-педагогов, окончивших зарубежные вузы и владеющих несколькими иностранными языками.
В 1930 году по решению Правительства Армянской ССР на базе медицинского факультета университета был создан Государственный медицинский институт, первым ректором (директором) которого стал Акоб Ованнисян, в 1922—1930 годах занимавший пост ректора Ереванского университета и имевший большой опыт в управлении вузом.
В 1933—1934 учебном году в университете действовали экономический, естественно-исторический, историко-языковедческий, физико-математический и педагогический факультеты. В 1934 году педагогический факультет окончательно отделился и на его основе был создан самостоятельно действующий педагогический институт (в настоящее время — Армянский государственный педагогический институт им. Х. Абовяна). В том же учебном году факультет естествоведения был разделен на 2 факультета: биологический и химический. Таким образом, с 1935—1936 учебного года в университете формируются и начинают действовать 8 факультетов: исторический, филологический, юридический, геолого-географический, химический, физико-математический, биологический. В 1945 году был открыт и факультет международных отношений, действовавший до 1953 года.
В 1957 году к государственному университету присоединяется институт русского и иностранных языков в качестве одного из факультетов, который в 1961 году вновь отсоединяется.
В 1959 году от физико-математического факультета отделяется и приобретает самостоятельность физический факультет, от которого в 1975 году был отделен факультет радиофизики.
В 1991 году в Ереванском государственном университете было уже 17 факультетов, которые подготавливали кадры по 32 специальностям.
1960—1990-е годы стали беспрецедентными годами развития в жизни университета: был сформирован ряд новых факультетов, созданы новые научные лаборатории, основан центр арменистики. Значительным образом была оживлена издательская работа: помимо учебных пособий и учебников были изданы научные работы именитых преподавателей, научные журналы, сборники и т. д.
1995—1996 учебный год ознаменовал начало нового этапа деятельности Ереванского государственного университета. В соответствии с международными критериями, в целях получения качественно нового университетского образовательного статуса, большинство армянских вузов, в том числе и ЕГУ, перешло на двухступенчатую систему образования.

### Независимая Армения
До настоящего времени ЕГУ выпустил около 90 тысяч студентов. На 21 факультете обучаются специальностям 13 тысяч студентов. Из более чем 1200 преподавателей университета 200 — доктора наук, более 500 — кандидаты наук. В университете проводят свою научно-педагогическую деятельность более трёх десятков академиков НАН РА. Благодаря учёным в вузе осуществляются основательные и прикладные исследования в различных областях современной науки. Исследования проводятся в более чем 40 направлениях. Организуются учебно-методические работы на более чем 100 кафедрах, оснащенных новейшей техникой. При ЕГУ также действует физико-математическая школа имени А. Л. Шагиняна.
Количество студентов — 12 794. Преподавателей — 1 311, из них: 9 академиков НАН РА, 17 чл.-корр. НАН РА, 188 докторов наук, профессоров и 612 кандидатов наук, доцентов.
- Первое здание ЕГУ в Ереване
- Здание в 2015 году
- Тигранян С. Ф., один из основателей университета
- Университет в 1968 году
- Статуя Месропа Маштоца и Саака Партева (скульптор Сарксян А. М) была установлена в 2002 году перед входом в главный корпус ЕГУ
- Почтовая марка СССР, 1970 год: 50 лет Ереванскому государственному университету
- 100 лет Ереванскому государственному университету, Почта Армении, 2019

## Подразделения
- Факультет биологии
- Факультет географии и геологии
- Факультет информатики и прикладной математики
- Факультет математики и механики
- Факультет радиофизики
- Факультет физики
- Факультет химии
- Факультет армянской филологии
- Богословский факультет
- Факультет востоковедения
- Факультет журналистики
- Факультет истории
- Факультет международных отношений
- Факультет романо-германской филологии
- Факультет русской филологии
- Факультет социологии
- Факультет философии и психологии
- Экономический факультет
- Юридический факультет
- Иджеванский филиал

Центры: арменоведения, картвелологии, египтологии, эллинистики, цивилизационных и культурологических исследований, европейского права и интеграции, информационных технологий и изучения образования, доуниверситетского образования, выпускников и карьеры, культуры;
- 20 научно-исследовательских лабораторий.

Количество направлений подготовки бакалавров и специалистов, магистров, аспирантов:
- направления подготовки бакалавров — 48;
- направления подготовки магистров — 117.

Специализированные советы по защите диссертаций:
- докторские — 7 советов, в том числе по физико-математическим, химическим, биологическим, филологическим, философским наукам;
- кандидатские — 4 совета, в том числе по физико-математическим, географическим, юридическим, филологическим наукам.

Сегодня около 13 000 студентов учатся на 20 факультетах университета. 200 из 1200 преподавателей имеют ученую степень доктора наук и более 500 — кандидата.
Университет является одним из научных центров Армении.

## Правление Университета

### Совет попечителей
Совет попечителей ЕГУ — это коллегиальный руководящий орган, состоящий из 32 представителей, уполномоченных на 5 лет. Совет попечителей отвечает за утверждение рабочих процессов и условий избрания ректора, принимает решение по преждевременному лишению полномочий, оценивает годовой отчет ректора, утверждает годовой и стратегический плана, вносит изменения в устав ЕГУ, структуру университета, бюджет, академический состав и т. д.
Совет попечителей состоит из представителей следующих органов:
- профессорский состав (25 %)
- студенты и аспиранты (25 %)
- представители научной, образовательной, культурной и экономической сферы (25 %)
- работники, сотрудничающие с университетом (25 %)

### Ректор
Ректор ЕГУ — это исполнительный директор университета. По уставу университета, ректор — высшим руководящим лицом университетского фонда и ответственным лицом за все мероприятия, проходящие в университете. Ректор избирается анонимным голосованем на срок в 5 лет.
Среди обязанностей ректора — управление и контроль над академической, научной, экономической, финансовой, государственной и международной работой университета. Ректор также председатель академического совета ЕГУ.

### Академический совет
Академический совет ЕГУ отвечает за разработку и управление образовательно-методологической и научной работы университета циклами по 5 лет. Работа совета проходит в режиме регулярных и внеплановых встреч. В течение года совет собирается как минимум 8 раз, экстренные встречи созываются в случае необходимости по письменному требованию председателя академического совета или минимум 1/3 совета.
Академический совет утверждает правила относительно квалификации выпускников, период приема заявок в аспирантуру, принимает решения по поводу реорганизации и прекращения работы факультетов, научных и исследовательских институтов, центров, колледжей, высших школ, департаментов и других структурных подразделений. Академический совет также отвечает за присуждение почетных титулов, медалей, наград, индивидуальных стипендий, также имеет право номинировать кандидатов на государственные и международные награды и титулы.
Академический совет состоит из 88 членов, 50 % из которых — выборные. Ректор ЕГУ — председатель академического совета, проректоры — главы соответствующих подразделений. Важно упомянуть, что 25 % состава совета — это студенты.

### Ректорат
Ректорат ЕГУ — консультативный орган. Он состоит из ректора, проректоров, научного секретариата, главы образовательной администрации, главного бухгалтер, президента торгового объединения, глав филиалов ЕГУ, научных институтов, директоров центров и деканов факультетов.

## Ректоры
- Юрий Гамбарян (1919—1920)
- Акоп Манандян (1920—1921)
- Давид Заврян (Завриев) (1921—1922)
- Акоб Ованнисян[арм.] (1922—1930)
- Тигран Мушегян[арм.] (1933—1935)
- Врам Костанян[арм.] (1935—1937)
- Микаел (Миша) Енгибарян[арм.] (январь-апрель 1937)
- Генри (Арутюн) Габриелян[арм.] (апрель-август 1937)
- Анушаван Арзуманян (август-сентябрь 1937)
- Норайр Дабагян (октябрь—ноябрь 1937)
- Камсар Аракелян[арм.] (1937—1938)
- Гарегин Петросян (1938—1941 и 1949—1957)
- Грачья Буниатян (1942—1946)
- Оганес Погосян[арм.] (1947—1948)
- Гагик Давтян (1957—1961)
- Нагуш Арутюнян (1961—1963)
- Грант Батикян[арм.] (1963—1966)
- Мкртич Нерсисян (1966—1977)
- Сергей Амбарцумян (1977—1991)
- Норайр Аракелян (1991—1993)
- Радик Мартиросян (1993—2006)
- Арам Симонян (2006—2019)
- Оганес Оганнисян (2021—н. в.)

## Библиотека
Библиотека Ереванского Государственного Университета существует со дня основания вуза — 28 февраля 1920 года.
12 октября 1994 года библиотека переместилась в новое здание, входящее в университетский комплекс на улице Чаренца, открытое в честь 75-летнего юбилея ЕГУ.
7 октября 1997 библиотека была названа именами Саркиса и Мари Измирлян (родителей швейцарского мецената армянского происхождения Дикрана Измирляна).
В 2015 году холл библиотеки украсила «аллея благодарности» посвящённая знаменитым людям, высказывающим про-армянскую точку зрения во время Геноцида армян, включая европейских и американских научных, политических и культурных деятелей.

## Дополнительная занятость

### Издательский дом ЕГУ
После основания университета, 31 января 1920 года, университет напечатал первый выпуск собственной газеты «Университет Армении», что заложило основу издательскому дому ЕГУ. В тот же год университет выпустил первую книгу — «Принципы психологии» Джеймса Уильяма.
За 90 лет существования издательский дом ЕГУ выпустил более 5,500 книг. На данный момент, издательский дом возглавляет Карен Григорян, кандидат психологических наук.

### Ежемесячная газета
Раз в месяц ЕГУ выпускает собственную газету «Университет Еревана» (арм. Երևանի համալսարան, Yerevani hamalsaran).

### Летняя школа «Диаспора»
Летняя школа «Диаспора» — совместный проект ЕГУ и Министерства Диаспоры Армении, стартовавший в 2016 году. Программа создана с целью сохранения и укрепление армянской идентичности в сообществах армянской диаспоры и повышения уровня владения армянского языка у молодых людей, проживающих за пределами страны. Летняя школа включает в себя программы для переквалификации преподавателей армянских школ за рубежом, директоров культурных организаций, представителей армянских мультимедийных проектов и молодёжных организаций.

## Выпускники
Ереванский Государственный Университет окончило большое количество известных людей с разных сферах: управление, экономика, литература, история, искусство, инженерное дело.

### Политика
- Марат Алексанян — армянский государственный деятель, министр юстиции Армении (1996—1998)
- Александр Арзуманян — министр иностранных дел Армении (1996—1998), первый посол Армении в США (1992—1993)
- Баграт Асатрян — председатель Центрального банка Армении (1994—1998)
- Гагик Арутюнян — второй премьер-министр Армении (1991—1992)
- Арарат Мирзоян — вице-премьер Армении с 11 мая 2018 года
- Карен Карапетян — мэр Еревана (2011—2012), премьер-министр Армении (2016—2018)
- Левон Тер-Петросян — первый президент Армении (1991—1998)
- Серж Саргсян — президент Армении (2008—2018)
- Армен Саркисян — посол Армении, премьер-министр (1996—1997), президент с 9 апреля 2018
- Никол Пашинян — премьер-министр Армении с 2018 года
- Ваге Степанян — министр юстиции (1990—1996)
- Василий Шкляр — украинский писатель и политический деятель

### Наука
- Довлатян Врам - доктор химических наук и академик
- Наталия Меликян — доктор биологических наук
- Сергей Мергелян — самый молодой доктор наук в истории СССР
- Петрос Алоян - доктор геолого-минералогических наук
- Норайр Сисакян — советский биохимик

### Искусство
- Норайр Мнацаканян — певец, актёр театра и кино

### История
- Степан Погосян — армянский партийный и государственный деятель
- Сурен Еремян — советский и армянский историк

### Военное дело
- Леонид Азгалдян — армянский физик и один из основателей «Армии освобождения».
- Шаген Мегрян — командующий силами самообороны Шаумяновского района, герой Арцаха

## Галерея
- Университет в высоты птичьего полёта
- Один из корпусов университета
- Аллея выдающихся выпускников
- Вход в корпус факультета экономики